# أنتوني آدمسون
أنتوني آدمسون هو مهندس معماري كندي، ولد في 7 أكتوبر 1906 في تورونتو في كندا، وتوفي بنفس المكان في 3 مايو 2002.